# Shisa

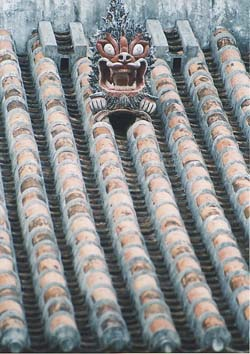
Shisa sobre un terrat de Okinawa.

Els shisa (シーサー shīsā) són éssers mitològics japonesos típics de la cultura Ryukyu present a la prefectura d'Okinawa. En general es troben representats asseguts o agotnats, i formant parelles, en les quals un d'ells presenta la boca oberta i l'altra tancada, atribuint- se'ls gènere masculí i femení respectivament. Tradicionalment l'exemplar esquerre era anomenat gos guarda, el dret, era, concretament, l'anomenat shisa.
A la cultura de les illes Ryukyu es col·loquen flanquejant les portes d'entrada o sobre la teulada frontal de la casa, on tenen un paper protector com a guardians contra els mals esperits.
Originàriament els shisa es col·locaven sobre les teulades de palaus, temples, i d'altres edificis on s'establien els poders imperials o locals. L'ús de Shisa com talismà es va difondre a la població d'Okinawa a la fi del segle xix, quan es va aixecar la prohibició de l'ús de teules vermelles a plebeus. També és habitual el seu ús als flancs de les portes.
Els shisa són un animal, barreja entre lleó i gos que molt probablement siguin, igual que els koma-inu, una derivació local dels gossos de Fu xinesos, propis del budisme.